# Jednostka Wojskowa GROM
La Jednostka Wojskowa GROM (abbreviato: GROM) è una delle unità terrestri delle forze speciali polacche. Questa formazione, fondata il 13 luglio 1990 (con il nome di JW2305), è stata istituita in seguito alle rappresaglie terroristiche subite dalle ambasciate polacche a causa dell'operazione Most (Ponte) organizzata dal governo polacco per favorire il transito di ebrei russi in Israele.

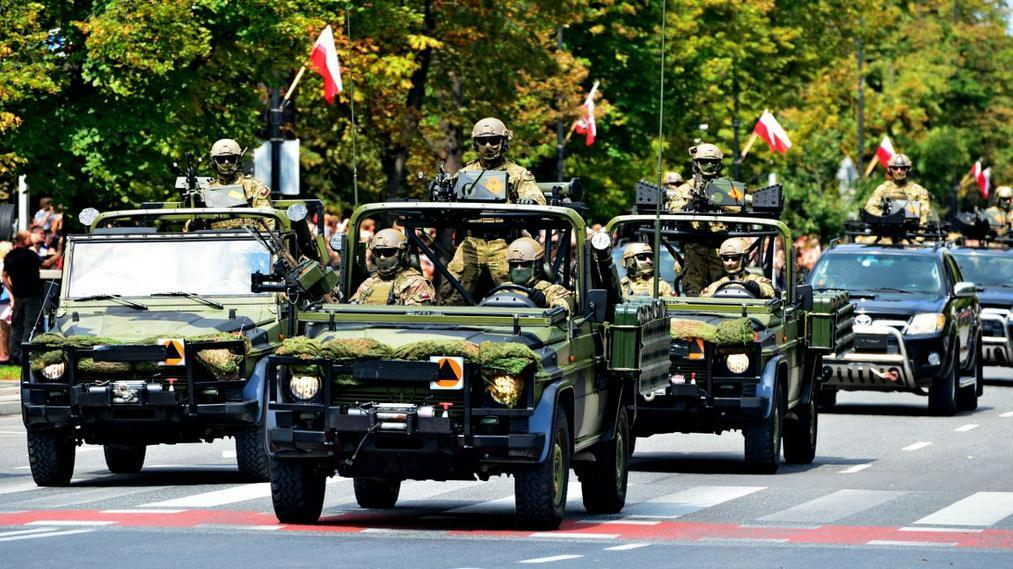

L'unità speciale GROM dipende direttamente dal ministero della difesa polacco. La formazione è preparata per operare in tempo di pace, crisi e guerra, specialmente nell'ambito dell'antiterrorismo e del recupero di ostaggi. I soldati del GROM sono addestrati ad operare in ambienti chiusi come aerei, autobus, piattaforme petrolifere, edifici. Il GROM è stato definito "il reparto d'èlite più famoso della NATO".

## Storia
L'unità JW GROM viene fondata nel 1990 in risposta agli attacchi terroristici subiti dall'ambasciata polacca a Beirut in seguito all'operazione Most (ponte): un ponte aereo che il governo polacco aveva approntato per permettere agli ebrei residenti nell'ex URSS di raggiungere Israele.
L'istituzione dell'unità coincise con l'Operazione Simoom, guidata da Gromosław Czempiński, nella quale i servizi segreti polacchi recuperarono 6 agenti statunitensi in Iraq (in alcune versioni i cittadini statunitensi vengono definiti scienziati e non agenti).
Questa coincidenza viene ricordata al momento in cui viene scelto il nome per l'unità, Sławomir Petelicki sceglie di persona il nome GROM per due motivi:
ricordare il nome dell'ufficiale che ha guidato l'Operazione Simoom e perché la parola grom in polacco significa tuono, e richiama l'idea di un attacco che sia come "un fulmine a ciel sereno".
Da quel momento in avanti l'addestramento del GROM venne preso in carico dagli Stati Uniti. Un primo contingente di sedici soldati fu inviato in America per essere sottoposto all'addestramento statunitense. I soldati scoprirono solo in seguito di essersi addestrati insieme alla leggendaria Delta Force.
Nel 1994 il governo degli Stati Uniti d'America chiese alla Polonia un aiuto concreto ad Haiti. L'esercito polacco dichiarò di non poter essere pronto in meno di due mesi, mentre il ministro dell'interno (da cui allora dipendeva il GROM) dichiarò che il GROM sarebbe stato pronto a partire nel giro di un'ora. Il 17 ottobre 1994 da Varsavia partirono 55 soldati del GROM diretti ad Haiti. Fu solo in quell'occasione che l'opinione pubblica polacca scoprì che il paese si era dotato di una forza d'élite.
Nel 1997 un gruppo di 50 operatori del GROM venne spedito in Slavonia, nei pressi di Vukovar. La missione era operare in qualità di forza di primo impatto in attesa che le truppe dell'ONU si organizzassero. Oltre alle consuete operazioni di ispezione, scorta e bonifica del territorio gli operatori del GROM riuscirono a rintracciare e arrestare Slavko Dokmanović, ricercato per crimini contro l'umanità.
Fra il 2001 e il 2004 diversi operatori del GROM sono stati spediti a Bagram in Afghanistan, con il compito principale di garantire la sicurezza durante le attività di bonifica degli sminatori dell'esercito polacco. Fra le operazioni per le quali la GROM è stato maggiormente encomiato risultano le operazioni di protezione VIP, organizzate ad hoc per ogni visita, fra le quali spicca la visita dell'allora presidente polacco Aleksander Kwaśniewski.
Fra il 2002 e il 2004 il GROM è presente anche nel teatro iracheno, a Umm Qasr, Kirkit, Mosul e Baghdad. L'inizio delle ostilità con l'Iraq doveva essere segnato dalla conquista del porto di Umm Qasr e in particolare di una piattaforma petrolifera. Il GROM ha partecipato all'operazione insieme a numerosi altri corpi speciali della NATO. All'azione ha preso parte il gruppo "nautico" del GROM che a bordo di gommoni neri ha assaltato di notte la piattaforma petrolifera in un'azione coordinata, senza perdere nemmeno un operatore.

## Operazioni
L'unità GROM si è distinta in numerose missioni fin dai primi anni dalla sua fondazione.
- 1990 - Operazione Simoom, recupero di sei agenti CIA in Iraq.
- 1992 - Servizio di sicurezza durante lo scandalo detto "Affare Macierewicz", in cui sono stati rivelati i nomi di gran parte dei collaboratori del vecchio regime.
- 1992 - Assalto alla residenza e arresto di uno dei capi dell'organizzazione Art-B.
- 1993 - Operazione Bosnia e Eastern Europe Protection.
- 1994 - Collaborazione con le forze armate americane durante l'operazione Haiti.
- 1996 - Missione UNTAES in Slavonia e cattura in di Slavko Dokmanović, accusato di gravi crimini contro l'umanità in relazione al Massacro di Vukovar.
- 1996 - Servizio di sicurezza durante la missione dell'ambasciatore statunitense W.G. Walker in Kosovo e Macedonia. Rapporti non ufficiali segnalano la presenza di operatori del GROM anche dietro le linee jugoslave in compiti di rilevazione e marcatura bersagli.
- 2001 - Cattura di criminali di guerra in Kosovo.
- 2001 - Missioni di ricognizione in Afghanistan prima dell'arrivo del contingente polacco.
- 2002 - Servizio di sicurezza per VIP e basi. Missione nel Golfo Persico. Ai primi di settembre alcuni operatori del GROM sono stati visti addestrarsi a bordo di navi statunitensi al largo della costa del Bahrein.
- 2003 - Operazione Iraqi Freedom.

## Addestramento
Gli operatori del GROM vengono selezionati dopo un'estenuante serie di prove psicofisiche svolte dai candidati (provenienti solo ed esclusivamente da altre formazioni militari). Stime non ufficiali sostengono che solo il 10% dei volontari riesce ad accedere all'addestramento vero e proprio, che consiste in:
- tecniche di assalto ad edifici, autobus, navi, installazioni in alto mare;
- recupero ostaggi;
- sabotaggio di installazioni, aeroporti e centri di comunicazione.

Il GROM, inoltre, è una delle pochissime formazioni speciali ad usare munizioni vere durante le esercitazioni.
James Kara Murat del portale di informazione dei Navy Seals considera la preparazione degli operatori GROM alla pari con quelle delle migliori unità speciali del mondo, come i Navy Seals e i SAS.
Petelicki ha affermato che il GROM ha sviluppato internamente una nuova arte marziale (un misto di karate e ju-jitsu) che viene insegnata a tutti gli operatori, come è già stato fatto dall'esercito israeliano con il krav maga.

## Stazionamento
Il GROM è stazionato a Rembertów (un quartiere ad est di Varsavia), ma possiede anche una base speciale per l'addestramento in mare sulle coste del mar Baltico.

## Organizzazione
Il GROM è organizzato similmente al 22º Battaglione SAS, con un gruppo preparato all'assalto e due gruppi secondari deputati al supporto logistico.
L'unità-base è composta da quattro operatori, ognuno competente in almeno due delle seguenti discipline:
- radiotelegrafista;
- tiratore scelto;
- chimico;
- artificiere;
- pilota.

inoltre si assume che il 75% degli operatori del GROM siano in grado di operare come medici o paramedici.

## Compiti del GROM
- CT (dall'inglese Counter Terrorism): attività antiterroristiche
- PR (dall'inglese Personnel Recovery): recupero ostaggi
- SR (dall'inglese Special Reconnaissance): ricognizioni speciali
- DA (dall'inglese Direct Action): azione diretta
- MS (dall'inglese Military Support): supporto alle unità combattenti
- UW (dall'inglese Unconventional Warfare): azioni di guerriglia e sabotaggio
- CSAR (dall'inglese Combat Search And Rescue): recupero di piloti abbattuti/soldati rimasti dietro le linee nemiche

## Armi
Tra le armi utilizzate si annoverano:
- fucile d'assalto Colt M4A1
- fucile d'assalto Bushmaster M4A3
- Fucile d'assalto Bushmaster XM-15 E2S
- Carabina KAC SR-16
- Pistole: FN Five SeveN, Glock 17, SIG Sauer P228
- mitragliette SIG SG 551, Heckler & Koch UMP e MP5
- Fucili: FN F2000 Tactical, FN SCAR
- Mitragliatrice leggera: FN Minimi Para
- Vari fucili di precisione: PGM Hécate II, Manroy M2 QCB

## Cultura di massa
Il videogioco Medal of Honor Warfighter (EA, 2012) permette ai giocatori di impersonare operatori del GROM nelle campagne multiplayer.
Due operatrici del GROM di nome Ela e Zofia sono disponibili anche nel videogioco Tom Clancy's Rainbow Six: Siege.